# أبو رجب (الرقة)
أبو رجب قرية سورية تتبع ناحية مركز الرقة في منطقة مركز الرقة في محافظة الرقة. بلغ عدد سكانها 844 نسمة في عام 2004 حسب إحصاء المكتب المركزي للإحصاء.